# شاين ليندسي
شاين ليندسي (بالإنجليزية: Shane Lindsay)‏ هو لاعب كرة قاعدة أسترالي، ولد في 25 يناير 1985 في ملبورن في أستراليا.

## وصلات خارجية
- شاين ليندسي على موقع دوري كرة القاعدة الرئيسي (الإنجليزية)
- شاين ليندسي على موقع دوري أستراليا لكرة القاعدة (الإنجليزية)
- شاين ليندسي على موقعبيزبول رفرنس.كوم (الدوري الرئيسي) (الإنجليزية)
- شاين ليندسي على موقعبيزبول رفرنس.كوم (الدوري الثانوي) (الإنجليزية)